# Robert DeGrandis
Robert DeGrandis SSJ (ur. 28 stycznia 1932, zm. 6 sierpnia 2018) − amerykański zakonnik, prezbiter, autor książek o duchowości charyzmatycznej.

## Polskie tłumaczenia
- 1993 − Godzina przemiany: metoda modlitwy, która może zmienić twoje życie (wraz z Lindą Schubert) ISBN 83-85040-87-0
- 1993 − Moc modlitwy o uzdrowienie: lekarze i pacjenci opowiadają o tym, co uczynił dla nich Jezus ISBN 83-85040-88-9
- 1994 − Uzdrowienie przez Eucharystię (wraz z Lindą Schubert) ISBN 83-85040-77-3
- 1994 − Posługa uzdrawiania: podręcznik dla ludzi świeckich ISBN 83-85040-78-1
- 1994 − Dar proroctwa ISBN 83-7119-009-3
- 1994 − Jak uleczyć złamane serce: opowieści o przebaczeniu i uzdrowieniu ISBN 83-7119-006-9
- 1994 − Miłość przebacza ISBN 83-7119-012-3
- 2002 − Uzdrowienie międzypokoleniowe: osobista podróż ku przebaczeniu (wraz z Lindą Schubert) ISBN 83-86366-46-X
- 2003 − Modlitwa przebaczenia ISBN 83-86366-61-3
- 2010 − Rzeczywista obecność Jezusa w Sakramencie Eucharystii (wraz z Eugene P. Kosheniną) ISBN 978-83-924003-3-2
- 2010 − Uzdrawiająca moc modlitwy różańcowej (wraz z Eugene P. Kosheniną) ISBN 978-83-61989-30-1